# Étienne Dinet

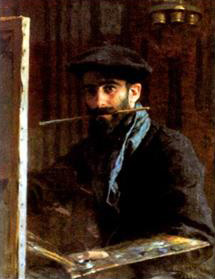
Selbstporträt

Étienne Dinet (geboren am 28. März 1861 in Paris; gestorben am 24. Dezember 1929 ebenda) war ein französischer Maler und Illustrator des Orientalismus, der auch als Übersetzer tätig war.

## Leben

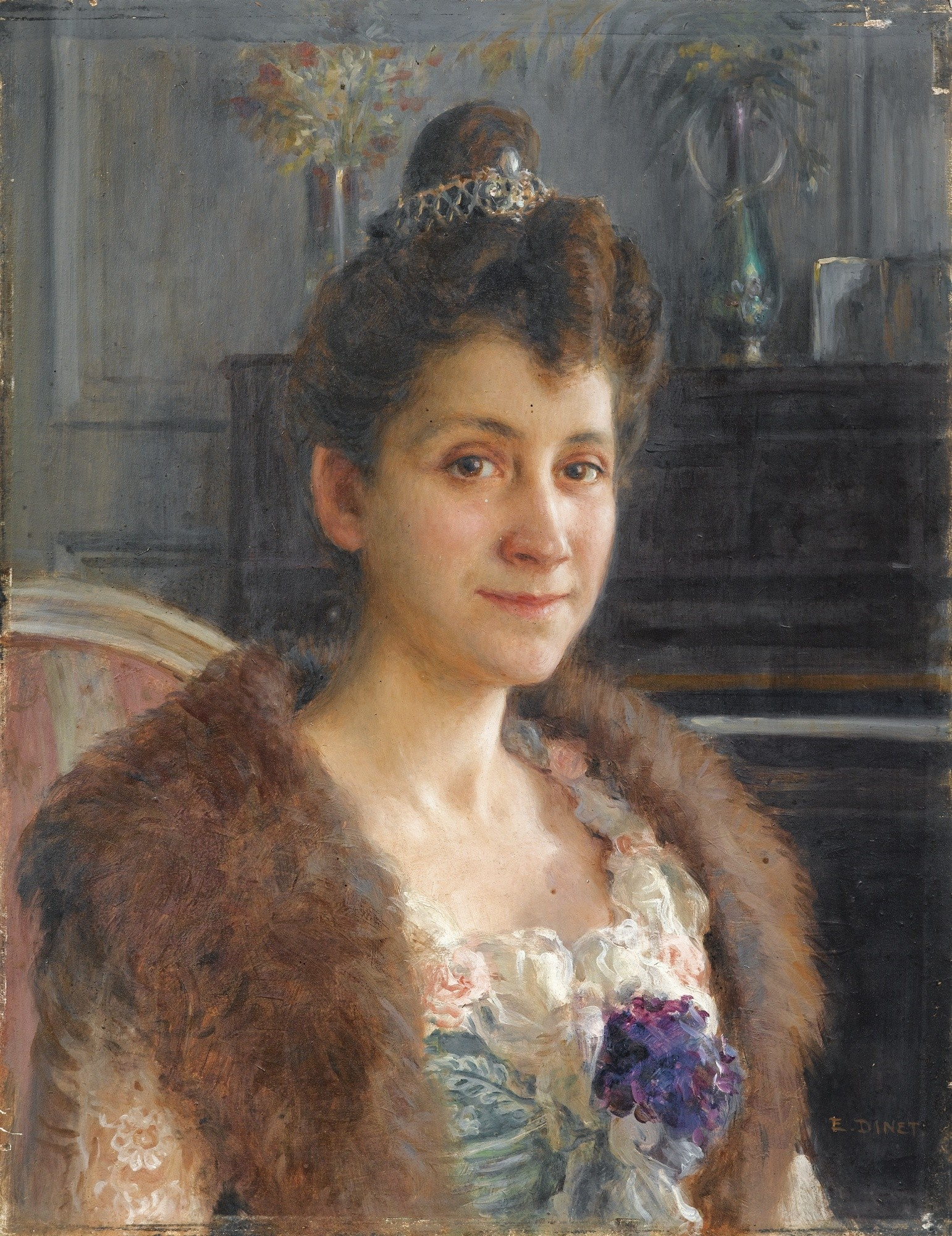
Jeanne Dinet-Rollince

Dinet war ein Sohn des Juristen Philippe Léon Dinet (1828–1914, Präsident der Anwaltskammer erster Instanz am Zivilgericht Seine) und dessen Frau Louise Marie Adèle (geborene Boucher, 1842–1922) und hatte eine jüngere Schwester Marie Zélie Jeanne Dinet (auch Jeanne Dinet-Rollince [Rollince = Anagramm zu Cornille], 31. Juli 1865–11. September 1947), die ebenfalls Malerin wurde und 1888 Alfred Marie Cornille (1854–1940) heiratete, mit dem sie zwei Söhne hatte. Er besuchte die Académie Julian und war ein Schüler von William Adolphe Bouguereau und Tony Robert-Fleury und kurzzeitig auch der École nationale supérieure des beaux-arts de Paris. Er debütierte 1882 mit der Studie einer Bäuerin im Salon der Société des Artistes Français und stellte im Folgejahr eine Ansicht von Samois aus. Für ein Bildnis des Saint Julien l’Hospitalier wurde er 1884 mit einem Reisestipendium ausgestattet. Als Ziel der Reise wählte er Algerien aus, da er das Land bereits im Vorjahr besucht hatte. Er fertigte hier zahlreiche Genrebilder, die das Leben und die orientalische Kleidung und Lebensart dokumentieren. Dabei gab er die Personen in einer ethnologisch getreuen, fast fotografischen Darstellung wieder. Zu seinen ersten Orientbildern zählen die Terrasses de Laghouat aus dem Jahr 1885 oder die figürlichen Darstellungen Charmeur de vipères (1889), Combat autour d’un Sou oder La dispute aus dem Jahr 1904. Sein künstlerisches Schaffen umfasst hauptsächlich algerische und arabische Szenen und Landschaften. Als der französische Kunsthistoriker Léonce Bénédite (1859–1925) „Société des peintres orientalistes français“ ins Leben rief, gehörte Dinet zu den Gründungsmitgliedern.
Dinet war Mitglied der 1890 neu gegründeten Société nationale des beaux-arts, in deren Salons er regelmäßig mit Orientbildern vertreten war. Als Mitglied der Gesellschaft französischer orientalistischer Maler war er von 1906 bis 1922 in den Kolonialausstellungen vertreten und beteiligte sich am Salon von Algier. Seine Reise nach Algerien im Jahr 1882 prägte seine Kunst und er kehrte jährlich dorthin zurück. Durch seine enge Freundschaft mit dem arabischen Schriftsteller Sliman ben Ibrahim (1870–1953), der ihm 1889 während einer örtlichen Unruhe aus einer lebensbedrohlichen Lage gerettet hatte. Dieser wurde zu seinem ständigen Mitarbeiter, der ihn auch nach Paris begleitete. So erwarb Dinet profunde Kenntnisse der arabischen Anschauungen und Sitten, der Dichtungen und Legenden, die er in seine Bildnisse einfließen ließ. Durch den Kontakt mit Muslimen löste sich Dinet nach und nach vom christlichen Glauben, konvertierte 1913 zum Islam und änderte seinen Namen zu „Hadj Nasr Ed Dine Dini“ oder kurz „Nasreddine“.

Ansicht Mekkas

1915 unternahm Dinet gemeinsam mit Sliman ben Ibrahim eine Pilgerreise (Haddsch) zu den heiligen Stätten des Islam. Er gab an, er habe während dieser Zeit in Arabien weder Notizen, noch Zeichnungen oder Fotografien angefertigt. Trotzdem erschienen später prächtige Tafeln mit Szenen der Pilgerfahrt, die als Illustrationen in der Rihla (Reiseerzählung) veröffentlicht wurden, die in Französisch unter dem Titel El Hadj Nacir ed-Dine E. Dinet et El Hadj Sliman ben Ibrahim Baámer erschien. Im Jahr 1927 erneuerte er öffentlich sein Glaubensbekenntnis in der Neuen Moschee von Algier.
Dinet sprach fließend Arabisch und bewohnte dreißig Jahre lang ein Haus in der Oasenstadt Bou Saâda. Er versuchte mit seiner Kunst das Verständnis der Franzosen für das algerische Volk zu fördern und genoss großes Ansehen im postkolonialen, unabhängigen Algerien. Dinet verdankte seine frühen Begegnungen mit dem Orient einem unter der Regierung Jules Ferrys neu eingeführten Programm von Reisestipendien, das es Künstlern erlaubte nicht nur Italien zu besuchen, sondern innerhalb ganz Europas und der französischen Kolonien zu reisen. Er ermutigte auch indigene Künstler sich die europäischen Technologien der bildenden Kunst anzueignen. Dinets Totenfeier fand im Beisein hochrangiger Gäste am 28. Dezember 1929 in der Großen Moschee in Paris statt, an deren Gründung er selbst beteiligt gewesen war. Sein Leichnam wurde nach Bou Saâda überführt und dort beigesetzt. Das Haus in Bou Saâda, in dem er gelebt hatte, wurde von Sliman ben Ibrahim in ein Dinet-Museum umgewandelt, das 1993 eingeweiht wurde.

## Werke (Auswahl)
- Esclave de l’amour et Lumiire des yeux (Luxembourg-Museum)
- Joseph und das Weib des Potiphar (nach der arabischen Legende Raoucha)
- La Messagère de Satan
- Le Printemps des Coeurs
- Enfants à la Berrada
- Ansicht Mekkas
- Jeux de Fillettes à Laghouat

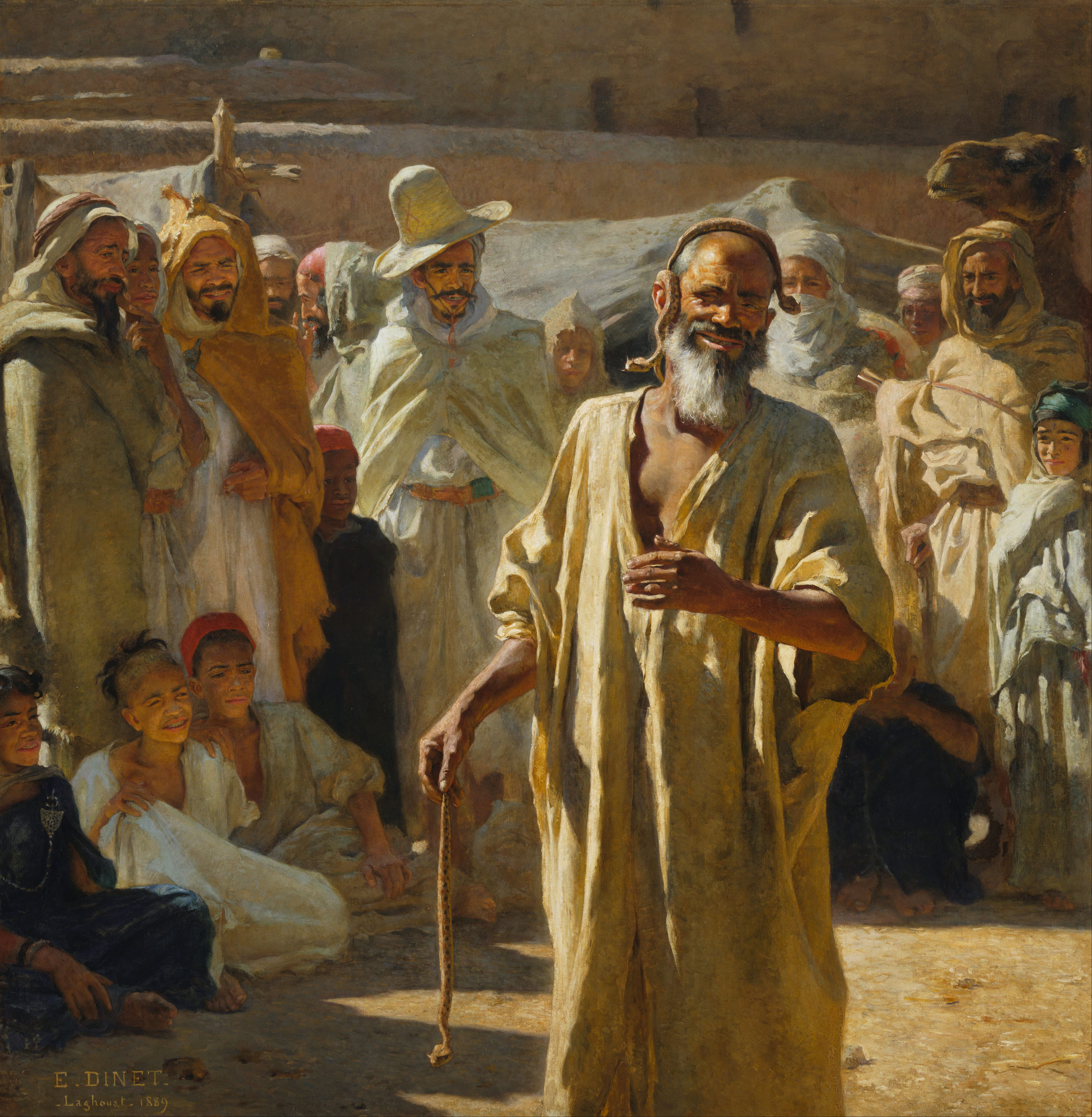
Charmeur de vipères
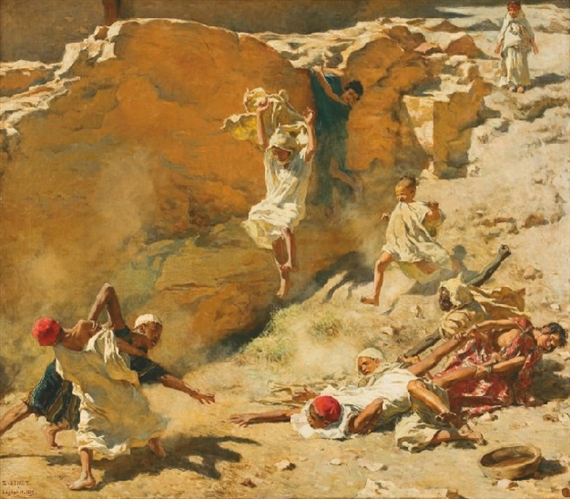
Combat autour d’un Sou
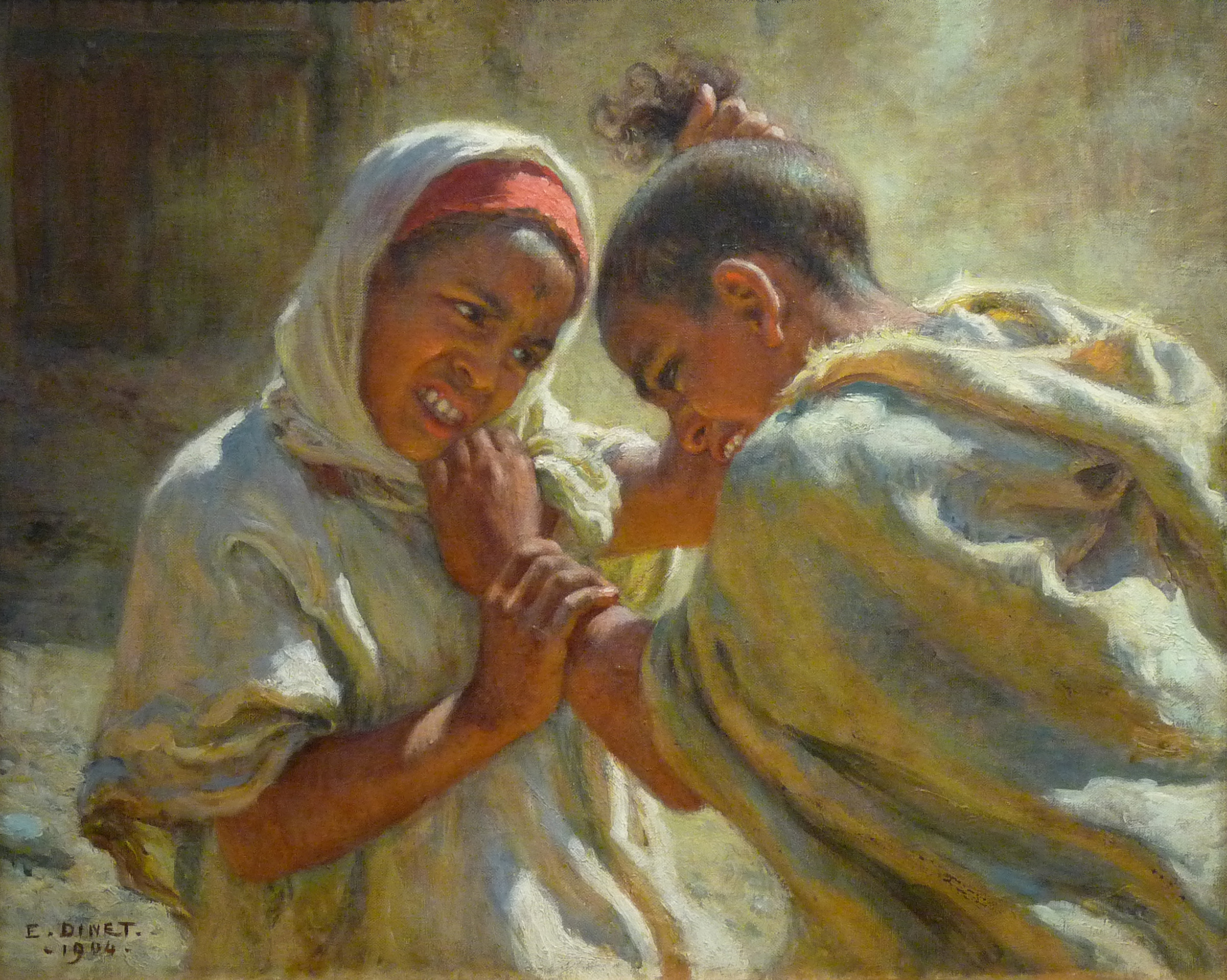
La dispute
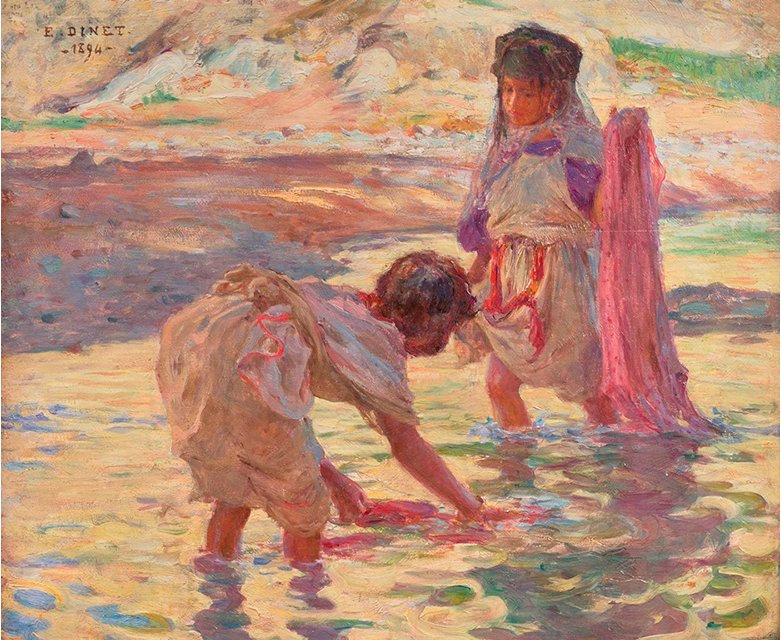
Enfants à la Berrada
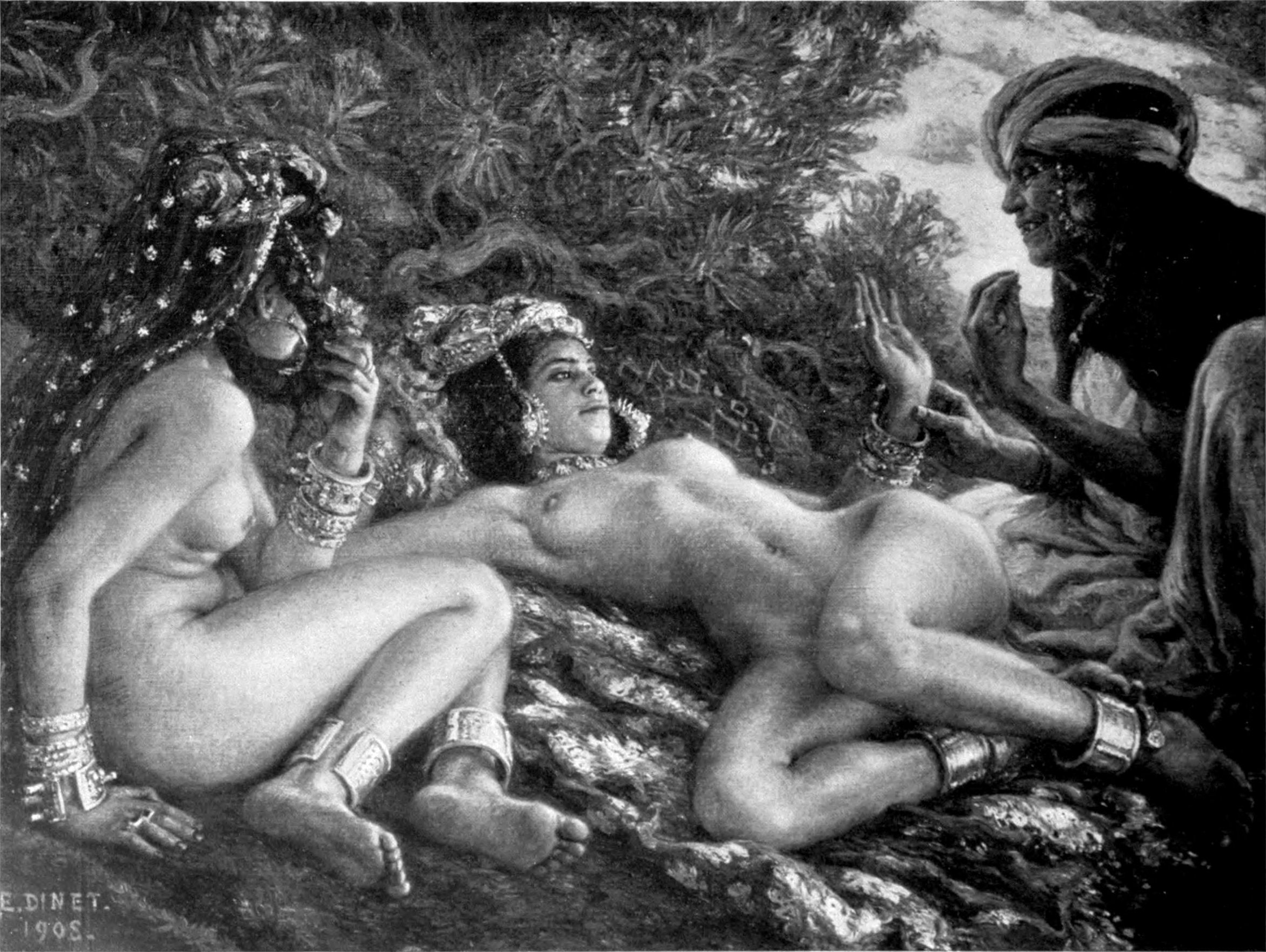
La Messagère de Satan
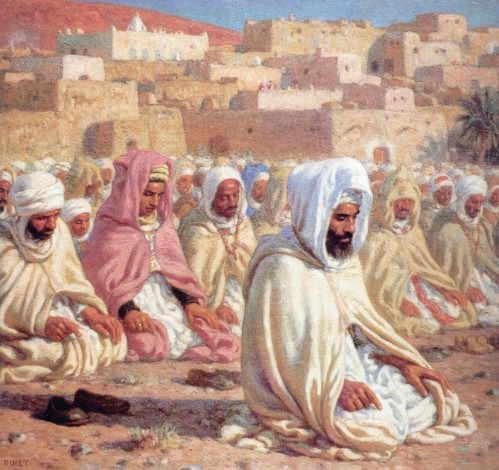
Imam présidant la prière

Dinet war zudem als Illustrator und Übersetzer arabischer Werke tätig:
- Rabia El Koulomb ou le Printemps des cœurs. 1902.
- Mirage, scènes de la vie arabe. 1906.
- El Fiafñi oua El Kifar ou le Désert. 1911.
- Khadra, la danseuse des Ouled-Nald. 1926.
- mit Sliman ben Ibrahim: L’Orient vu de l’Occident. H. Piazza, P. Geuthner, Paris 1900 (französisch, archive.org).
- mit Sliman ben Ibrahim: The life of Mohammad the prophet of Allah. The Paris book club, Paris 1918 (englisch, archive.org).
- mit Sliman ben Ibrahim: Le pèlerinage à la maison sacrée d’Allah. Hachette, Paris 1930 (französisch, archive.org –  Das Werk wurde erst Anfang 1930, also wenige Wochen nach seinem Tod in Paris herausgegeben).

## Auszeichnungen (Auswahl)
- 1883: Ehrenmedaille im Salon der Société des Artistes Français
- 1884: Medaille 3. Klasse und Reisestipendium
- 1889: Silbermedaille auf der Pariser Weltausstellung
- 1905: Offizier der Ehrenlegion